# 克萊佩達區
克萊佩達區是立陶宛克萊佩達縣内的市镇，行政中心为加爾格日代市。市镇面積为1,336平方公里，2020年人口数量为60,139人。